# Марио Рива (војник)
Марио Рива (итал. Mario Riva; Лентате сул Севезо, 17. септембар 1900 — Колашин, 18. октобар 1943) је био у Другом светском рату капетан италијанске војске, командант 3. батаљона 83. пука дивизије „Венеција“, која је припадала XIV корпусу 9. армије и била стационирана у Црној Гори са штабом у Беранама. Након капитулације Италије капетан Рива је са својим батаљоном приступио НОВЈ. Погинуо је у борби против Немаца 18. октобра 1943.
Истинита прича о ратовању и погибији капетана Риве послужила је сценаристима филма Битка на Неретви за креирање истоименог лика у филму који из италијанске војске прелази на страну партизана и гине у борби против Немаца. Његов лик у филму играо је глумац Франко Неро.

## Капетан Рива на делу
Након капитулације Италије Друга пролетерска дивизија кренула је из источне Босне у наступање у Санџак и Црну Гору ради разоружања италијанских јединица које су се тамо налазиле. Током 26. септембра 1943. Четврта пролетерска бригада избила је на прилазе Колашина и развила се за напад. У Колашину се налазила посада коју су сачињавали 3. батаљон 83. пука дивизије „Венеција“ и четници капетана Шуковића. У току ноћи упркос јакој минобацачкој и митраљеској ватри Италијана са утврђених положаја, енергичним наступањем град је заузет, четници су се повукли, а италијански батаљон опкољен је у утврђењима на Башањем Брду. Италијански командант одбио је да позив на предају, али кад му је понуђено да са батаљоном пређе на страну НОВЈ, 27. септембра ујутро прихватио је овај предлог.
Краткотрајно славље прекинула је наступање јаке групације четника под командом мајора Лашића, одлучних да поново овладају Колашином. Настале су огорчене борбе, у које се на страни партизана одмах укључио и батаљон капетана Риве. Убрзо је четницима као појачање стигла италијанска брдска артиљерија, тако да је настала занимљива ситуација у којиј су „партизански“ Италијани и „четнички“ Италијани тукли једни друга интензивном ватром. Партизани су били импресионирани дејством минобацача капетана Риве, па је партизански артиљерац, командир пратеће чете Четврте пролетерске бригаде Симо Симовић, из професионалне радозналости одлучио да обиђе Италијане и види их на делу. Владета Селић, борац који је ишао с њим, овако је описао призор:
На Башањем брду дочека нас риђобради капетан Рива војничким поздравом. Некако му објаснисмо циљ наше посјете и он одмах показа велику предусретљивост да нам омогући да видимо све што желимо. На положају су се учестано распрскавале топовске гранате којима их је гађала италијанска артиљерија у саставу четника са Шљивовице. Због тога нас капетан Рива замоли да уђемо у његов заклон који је био потпуно безбједан. И овај положај био је израђен на исти начин као и наш на Барутани. Одлично изграђени ровови и заклони обезбјеђивали су људе од експлозије. Италијани су се зналачки корстили рововима и нико се није непотребно појављивао изван њих. У самом центру овог положаја налазила су се четири минобацача са посадама, распоређена у облику неке врсте квадрата. У средини квадрата било је нешто слично малом земљаном подијуму на коме се налазио официр који је командовао минобацачима. Био је то млади поручник у утегнутој и елегантној униформи, сасвим чистој, као да је тек стигао из позадине на положај. Очигледно, по држању и по свему био је активни официр професионалац, који се досљедно држи онога што је научио у војним школама. Својим држањем и појавом некако је дјеловао неочекивано и нестварно у постојећој ситуацији. Личио је на филмског глумца коме је режисер дао да одглуми једну херојску епизоду из неког ратног филма. И, доиста, он је улогу одиграо до краја савршено. У руци је држао мали штапић као неки диригент оркестра и минобацачким посадама издавао елементе даљине, углова, пуњења мина. Сваки вођа минобацача би гласно поновио његову команду које су послужиоци фантастичном брзином извршавали да би се све то на крају завршило поручниковом командом: „Фуоко — ватра!" А онда би отпочела брзометна канонада мина из четири цијеви, која је подсјећала на неку симфонију. Симо и ја смо били задивљени брзином испаљивања мина. Бројали смо мине из једне цијеви које су се истовремено нашле у ваздуху на путу према четницима. Избројасмо четрнаест мина. Значи 56 комада одједанпут. Увијек сам прије тога сматрао да је бацач мина спорогађајуће оруђе. Али, ипак, најдубљи утисак, од свега, на нас је оставио млади поручник. За цијело вријеме док је извршавао овај обред командовања није се уопште обазирао на топовске гранате које су се свугдје око њега распрскавале. Посада бацача би се увијек на вријеме склониле док би поручника, чим се дим и прашина растурили, увијек угледали на истом малом подијуму, гдје смо га мало прије видјели. У таквом положају је и погинуо, погођен скоро директним поготком.
Интензиван притисак четника и Италијана на Колашин трајао је до 4. октобра, до пристизања Друге далматинске бригаде, кад су разбијени и одбачени. Од италијанске артиљеријске ватре током одбране Колашина погинуо је између осталих Јурица Рибар, син доктора Ивана Рибара и брат Иве Лоле Рибара. 10. октобра партизани су посели Беране и комбинацијом притиска и преговарања испословали прелазак комплетне дивизије „Венеција“ на страну НОВЈ.

## Погибија капетана Риве
У склопу настојања да разоружа и интернира италијанске јединице, или их привуче на своју страну, немачка Друга оклопна армија средином октобра покренула је операцију Балкански кланац  . 297. пешадијска дивизија из Пећи и 118. ловачка дивизија из Подгорице кренуле су у концентрично наступање према Беранама и Колашину.
Четврта пролетерска бранила је правац од Лијеве Ријеке према Матешеву. Капетан Рива добио је 18. октобра од команданта бригаде задатак да са батаљоном поседне косу Вељи Ивани на путу Подгорица-Матешево са наслоном на јединице четврте бригаде. У краткој борби са немачком моторизованом колоном капетан Рива је погинуо, а његов батаљон је у нереду напустио положај.

## Легенда о капетану Риви
Својом појавом и држањем капетан Рива оставио је дубок утисак на борце Четврте пролетерске. Сценаристи Битке на Неретви пронашли су у причи о срчаном и часном официру који проналази себе преласком на праву страну потенцијал за креирање атрактивног филмског лика. Причу о његовом преласку на страну партизана и херојској погибији у борби против Немаца транспоновали су у фебруар и март 1943. период битке на Неретви. Рива је у филму артиљеријски капетан, командант батерије, и зове се Микеле, док се Марио зове један од његових војника, који са њим пребегне партизанима. Глумац Франко Неро зналачки је искористио овај потенцијал и остварио једну од најупечатљивијих епизода у овом филму.